# Le Réalisme capitaliste. N'y a-t-il aucune alternative ?
 (juillet 2018).
Le Réalisme capitaliste. N'y a-t-il pas d'alternative ? est un livre de 2009 du théoricien britannique Mark Fisher, publié par Entremonde en 2018 pour l'édition française.
Il s’agit d’une réflexion sur le concept réalisme capitaliste avancé par Fisher, qu'il utilise pour décrire « l’idée généralement répandue que le capitalisme est non seulement le seul système politique et économique viable, mais aussi qu’il est même impossible d’imaginer une alternative cohérente à celui-ci ».
Le livre passe en revue ce que Fisher décrit comme effets généralisés de l'idéologie néolibérale sur la culture populaire, le travail, l'éducation et la santé mentale dans la société contemporaine. Le Réalisme capitaliste a connu un succès inattendu et a depuis influencé toute une série d'écrivains.

## Résumé
Indubitablement et largement tenue comme le concept le plus fécond proposé par Mark Fisher, l’idée de réalisme capitaliste offre un cadre idéologique pour observer le capitalisme et ses effets sur la politique, l'économie et la pensée publique. Le terme lui-même provient d’un jeu de mots sur « réalisme socialiste ». Fisher a beaucoup écrit sur ce sujet, à la fois sous son pseudonyme "k-punk" et sous son propre nom. Il a aussi fréquemment donné des interviews à ce propos, par lesquelles il a élargi sa définition du concept avec d'autres blogueurs et penseurs politiques bien connus.
Selon Mark Fisher, la citation « il est plus facile d'imaginer une fin du monde que celle du capitalisme », attribuée à la fois à Fredric Jameson et Slavoj Žižek, saisit le réalisme capitaliste dans son essence. Le réalisme capitaliste est vaguement défini comme la conception dominante selon laquelle le capitalisme serait le seul système économique viable et, par conséquent, on ne saurait imaginer d’alternative. Fisher compare le réalisme capitaliste à une « atmosphère généralisée » qui affecte les domaines de la production culturelle, de l'activité politico-économique et de la pensée générale.
« Le réalisme capitaliste tel que je le conçois ne peut être confiné à l’art ou au fonctionnement quasipropagandiste de la publicité. Il est plutôt une atmosphère généralisée, qui conditionne non seulement la production culturelle, mais aussi la règlementation du travail et de l’enseignement, et qui agit comme une sorte de frontière invisible contraignant la pensée et l’action. »
Le réalisme capitaliste diffuse une idée du postpolitique, selon laquelle la chute de l'Union soviétique aurait à la fois consolidé le capitalisme en tant que seul système politico-économique efficace et éliminé la question de l’abolition du capitalisme de toute considération politique. La discussion politique en a été bouleversée, passant d’un espace au sein duquel le capitalisme était vu comme l'un des nombreux moyens potentiels de faire fonctionner une économie, à un système dans lequel les considérations politiques s’inscrivent uniquement dans les limites du système capitaliste. De même, dans le cadre du réalisme capitaliste, les principaux mouvements anticapitalistes ne visent plus la fin du capitalisme, évoluant vers la promotion de systèmes alternatifs pour en atténuer les pires effets.
Le réalisme capitaliste n'affirme pas que le capitalisme serait un système parfait, mais postule qu’il est le seul système pouvant fonctionner d’une façon compatible avec la nature humaine et les lois régissant l’économie. Si l’on part de l'idée que les désirs humains innés ne sont compatibles qu'avec le capitalisme, tout autre système qui ne repose pas sur l'accumulation personnelle de richesse et de capital est considéré comme contraire à la nature humaine et, par extension, impossible à mettre en œuvre.
Pour Fisher, les opérations de renflouage des banques à la suite de la crise économique de 2008 constituaient un exemple typique du réalisme capitaliste en action, soulignant que ces sauvetages ont principalement été possibles parce que l'idée même de laisser le système bancaire partir à vau-l’eau était inconcevable, autant pour la classe politique que pour l’ensemble de la population. Du fait de l’importance fondamentale des banques pour le système capitaliste, avance Fisher, l'influence du réalisme capitaliste implique qu'une telle déroute n'a jamais été envisagée comme une option. En conséquence, écrit-il, le système néolibéral a survécu et le réalisme capitaliste a été validé. Mark Fisher contextualise l'état actuel du réalisme capitaliste dans le système néolibéral dans les termes suivants :
« Les seules forces puissantes ayant une influence sur les politiciens et les managers dans le domaine de l'éducation sont les intérêts des entreprises. Il est devenu beaucoup trop facile de ne pas tenir compte des travailleurs et, en partie pour cette raison, ils se sentent de plus en plus démunis et impuissants. L'attaque concertée des syndicats menée par des lobbys néolibéraux, ainsi que le passage d'une organisation fordiste à une organisation postfordiste de l'économie — l’évolution vers la précarisation, la production juste-à-temps, la mondialisation — a sapé la base sur laquelle reposait le pouvoir des syndicats [et donc de la main-d'œuvre]. »
Fisher considère que le réalisme capitaliste provient d'une offensive délibérée  de la droite néolibérale en vue de transformer la disposition de la population et de la gauche envers le capitalisme, plus particulièrement sous sa forme postfordiste, en vigueur durant les années 1980. La relative incapacité de la gauche radicale à avancer un modèle économique alternatif en réponse à la montée du capitalisme néolibéral et l’avènement des Reaganomics a ouvert un vide qui a facilité la naissance d'un système de réalisme capitaliste. L'effondrement de l'Union soviétique, qui, selon Fisher, représentait le seul exemple réel d'un système non capitaliste fonctionnel, a renforcé la place du réalisme capitaliste tant sur le plan politique que dans la population en général, et a été salué comme la victoire finale décisive du capitalisme. Selon Fisher, dans une ère postsoviétique, le capitalisme incontrôlé a été capable de recadrer l'histoire en un récit capitaliste pour lequel le néolibéralisme serait le résultat d'une progression naturelle de l'histoire et incarnerait même le point culminant du développement humain.
Même si l'émergence du réalisme capitaliste est liée à la naissance du néolibéralisme, Fisher affirme clairement que le réalisme capitaliste et le néolibéralisme sont des entités distinctes qui se renforcent simplement l'une l'autre. Selon Fisher, le réalisme capitaliste a le potentiel de vivre au-delà de la disparition du capitalisme néolibéral, bien qu’il postule que le contraire ne serait pas vrai. Le réalisme capitaliste est intrinsèquement antiutopique, car il tient le capitalisme pour unique moyen de fonctionnement possible, quels que soient ses défauts ou les contraintes externes. Le néolibéralisme glorifie à l'inverse le capitalisme, affirmant que celui-ci procure les moyens nécessaires à la poursuite et à la réalisation de conditions socio-économiques quasi utopiques. De cette façon, le réalisme capitaliste pacifie l'opposition aux projections trop positives du néolibéralisme, tandis que le néolibéralisme contrebalance le désespoir et la désillusion au centre du réalisme capitaliste avec ses prétentions utopiques.
Selon Fisher, le réalisme capitaliste a tellement capté la pensée publique que l'idée d'anticapitalisme n'agit plus comme l'antithèse du capitalisme. Au lieu de cela, il est déployé comme un moyen de renforcer le capitalisme. Cela se fait à travers des médias tels que WALL-E qui vise à fournir un moyen sûr de consommer l'anticapitalisme sans pour autant remettre en cause le système. Le manque d'alternatives cohérentes, tel que présenté sous l'angle du réalisme capitaliste, conduit de nombreux mouvements anticapitalistes à ne pas viser la fin du capitalisme, mais plutôt à atténuer ses pires effets, souvent par le biais d'activités individuelles basées sur la consommation, comme Product Red.
En ce qui concerne les opinions publiques sur le capitalisme, Fisher a inventé le terme « impuissance réflexive » qui décrit un phénomène où les gens reconnaissent la nature imparfaite du capitalisme, mais croient qu'il n'y a aucun moyen d'effectuer des changements. Selon Fisher, cette inaction mène à une prophétie autoréalisatrice ainsi qu'à des effets négatifs sur leur santé mentale.
Fisher identifie un désir populaire répandu pour une sphère publique qui fonctionne à l'extérieur de l'État et qui soit libre des « ajouts de capital » non désirés. Il prétend cependant que c'est l’État seul qui a été capable de maintenir des arènes publiques contre la poussée capitaliste en faveur de la privatisation de masse. La pensée populaire néolibérale prône la destruction des sphères publiques en faveur de la privatisation d'institutions publiques telles que l'éducation et la santé, en partant de l'hypothèse que le marché détermine au mieux les besoins publics. Dans cette veine, Fisher soulève également l'idée d'ontologie des affaires, qui est l'idéologie capitaliste dans laquelle les buts et les objectifs sont compris exclusivement en termes d'affaires. Il postule en outre que dans le cas de conditions sociales uniformément orientées vers les affaires, il n'y a pas de place pour le public et que sa seule chance de survie est d'éteindre le cadre des affaires dans les services publics. Avant la crise du crédit de 2008, la plupart des gens pensaient que le monde des affaires, dont le seul but est commercial, était plus réaliste que le reste de la population. Mais depuis lors, cette idée n'est plus tenable. Fisher pose la question : « si les entreprises ne peuvent pas être gérées comme des entreprises, pourquoi les services publics le devaient-il ? ». Ainsi, un sujet fréquent de ses écrits est l'avenir de la sphère publique face à l'ontologie néolibérale des affaires et ce à quoi elle pourrait ressembler en l'absence d'une industrie étatique centralisée,.
L'aspect réalisme du réalisme capitaliste et son inspiration - le réalisme socialiste - est basé sur la distinction de Jacques Lacan entre le réel et les réalités, comme le réalisme capitaliste, qui sont des conceptions idéologiques du monde qui rejettent les faits qui se situent en dehors de leurs interprétations. Mark Fisher postule qu'un appel au réel qui est supprimé par le réalisme capitaliste peut commencer à déconstruire l'omniprésence de l'idéologie. M. Fisher souligne plusieurs domaines tels que le changement climatique, la santé mentale et la bureaucratie qui peuvent être mis en évidence pour montrer les faiblesses et les lacunes du réalisme capitaliste.

## Postérité
Dans le sillage des travaux de Fisher, l'utilisation du réalisme capitaliste comme cadre théorique a été reprise par d'autres théoriciens critiques, tant dans le monde universitaire que dans la blogosphère politique,.